# Jörg Brückner (Historiker)
Jörg Brückner (* 3. September 1966 in Steinheidel-Erlabrunn) ist ein deutscher Archivar und Historiker.

## Leben
Brückner stammt aus der erzgebirgischen Bergstadt Johanngeorgenstadt, wo er ab 1983 heimatgeschichtliche Artikel in der Regionalpresse publizierte. Im selben Jahr wurde er Mitglied der zu diesem Zeitpunkt im Kulturbund der DDR angesiedelten Forschungsgruppe Kursächsische Postmeilensäulen und erfasste dort u. a. erstmals die königlich-sächsischen Meilensteine. Als späteres Vorstandsmitglied des Vereins war er mehrere Jahre für die Herausgabe der Rundbriefe der Forschungsgruppe zuständig.
Sein 1988 begonnenes Studium der Archivwissenschaft und Geschichte an der Humboldt-Universität zu Berlin schloss er 1993 als Diplom-Archivar ab. Der Abschluss im Hauptfach Geschichte entsprach dem Magister artium. 2003 wurde er an der Technischen Universität Chemnitz zur Thematik „Zwischen Reichsstandschaft und Standesherrschaft: die Grafen zu Stolberg und ihr Verhältnis zu den Landgrafen von Thüringen und späteren Herzögen, Kurfürsten bzw. Königen von Sachsen (1210 bis 1815)“ promoviert. Seine Gutachter waren Reiner Groß, Frank-Lothar Kroll und Walter Zöllner.
Brückner lebt in Wernigerode und ist seit 2002 Leiter des dortigen Standorts der Abteilung Magdeburg des Landesarchivs Sachsen-Anhalt. Er gehörte dem Vorstand des Harz-Vereins für Geschichte und Altertumskunde an und ist Mitglied der Historischen Kommission für Sachsen-Anhalt. Von 2015 bis 2023 gab er, zunächst gemeinsam mit Bernd Feicke (1950–2016), die jährlich erscheinende Harz-Zeitschrift des Harz-Vereins für Geschichte und Altertumskunde heraus.

## Werke
- Die zweite kursächsische Landesaufnahme unter Adam Friedrich Zürner (1679–1742). Johanngeorgenstadt 1993.
- Das Schwarzwassertal vom Fichtelberg zur Zwickauer Mulde in historischen Ansichten. (mit Kurt Burkhardt, Reinhart Heppner und Roland Stutzky), Geiger, Horb am Neckar 1993, ISBN 3-89264-770-4.
- Sächsisch-böhmische Aussichtsberge des westlichen Erzgebirges in Wort und Bild mit touristischen Angaben. (mit Reinhart Heppner und Helmut Schmidt), Horb am Neckar 2000, (2. überarb. Aufl. 2001), ISBN 3-89570-593-4.
- Ausgewählte Aussichtsberge des sächsisch-böhmischen Erzgebirges in historischen Ansichtskarten. (mit Reinhart Heppner), Geiger, Horb am Neckar 2000, ISBN 3-89570-593-4.
- Residenzstadt Wernigerode: Herrschaftliche Bauten eines früheren Fürstensitzes am Fuße des Brockens. Stekovics, Halle an der Saale 2001, ISBN 3-932863-76-3.
- Zwischen Reichsstandschaft und Standesherrschaft: die Grafen zu Stolberg und ihr Verhältnis zu den Landgrafen von Thüringen und späteren Herzögen, Kurfürsten bzw. Königen von Sachsen (1210 bis 1815). Stekovics, Dößel (Saalkreis) 2005, ISBN 3-89923-119-8 (Digitale Version der Dissertation von 2002).
- (mit Uwe Lagatz und Thorsten Schmidt): Von Wernigerode auf den Harz: Ein historisches Reisebuch. Schmidt-Buch-Verlag, Wernigerode 2005, ISBN 978-3936185416.
- Ulrich Flachs (bearbeitet von Jörg Brückner): Zur Geschichte des Post- und Fernmeldewesens in Wernigerode von den Anfängen bis 1945. (= Harz-Forschungen 25), Lukas Verlag, Berlin und Wernigerode 2009, ISBN 978-3-86732-053-5.
- Jörg Brückner, Andreas Erb, Christoph Volkmar (Bearb.): Adelsarchive im Landeshauptarchiv Sachsen-Anhalt. Übersicht über die Bestände, Magdeburg 2012 (= Veröffentlichungen der Staatlichen Archivverwaltung des Landes Sachsen-Anhalt: Reihe A, Quellen zur Geschichte Sachsen-Anhalts; 20), ISBN 978-3-930856-01-5.
- Jörg Brückner, Dietrich Denecke, Haik Thomas Porada und Uwe Wegener: Der Hochharz. Böhlau Verlag, Köln/Weimar 2016 (= Landschaften in Deutschland. Werte der deutschen Heimat; 73), ISBN 978-3-412-20467-9.